# 孟加拉民族解放軍

孟加拉民族解放軍的旗幟

孟加拉民族解放軍是孟加拉国解放战争期間東巴基斯坦境內支持東巴基斯坦獨立的武裝。 孟加拉民族解放軍通過游击战控制了東巴基斯坦大部分乡村地区。 
孟加拉國成立後，孟加拉民族解放軍改組成孟加拉国武装部队、孟加拉国步枪队和孟加拉国警察部队。許多孟加拉民族解放軍士兵退伍後在政府部门和大学中任職。 